# Lucía Casañ Rodríguez
Lucía Casañ Rodríguez (València, 1996) és una guionista i directora de cinema valenciana. El 2018 es va graduar en comunicació audiovisual per la Universitat Politècnica de València, on va obtenir el Premi a Millor Estudiant en la XVIII Edició dels Premis Consell Social de la UPV. El 2020 va obtenir un màster en direcció cinematogràfica a l'ESCAC.
El 2022 treballà com a directora de segona unitat a la pel·lícula de Maria Ripoll Nosaltres no ens matarem amb pistoles. Després fou seleccionada al  Campus Màlaga Talent del Festival de Màlaga  de 2022 i el 2023 fou directora de segona unitat del curtmetratge Una terapia de mierda, guanyadora del millor curt documental als Premis Berlanga. El mateix 2023 va dirigir el documental El precio del oro, on denuncia la violència i l'impacte mediambiental de l'explotació d'or a Colòmbia.
El 2024 va debutar com a directora amb el llargmetratge Un bany propi, que es va estrenar al Festival Internacional de Cinema de Xangai (SIFF), on competia a la Secció Oficial pel Calze d'Or (Goldel Goblet). Posteriorment va participar a la secció oficial de la XXXIX edició de la Mostra de València, on fou la pel·lícula d'apertura.